# Fußball-Europameisterschaft 2021/Deutschland
Dieser Artikel behandelt die deutsche Nationalmannschaft bei der paneuropäischen Fußball-Europameisterschaft 2021. Für die deutsche Mannschaft war es die dreizehnte Teilnahme in Folge.

## Qualifikation
Für die Qualifikation wurde die deutsche Mannschaft in die Gruppe mit den Niederlanden, Nordirland, Belarus und Estland gelost. Vor dem ersten Spiel gab Bundestrainer Löw bekannt, nicht mehr mit den Weltmeistern von 2014 Müller, Hummels und Boateng zu planen. Bei dieser Entscheidung blieb er auch, als Antonio Rüdiger im April 2019 und Niklas Süle im Oktober 2019 verletzungsbedingt länger ausfielen, und trotz der Abwehrprobleme insbesondere in den zweiten Halbzeiten in Spielen gegen die Niederlande und Argentinien.
Insgesamt setzte Löw 29 Spieler ein, von denen aber nur Joshua Kimmich alle acht Spiele mitmachte. Je sieben Einsätze hatten Serge Gnabry, İlkay Gündoğan und Kapitän Manuel Neuer. Sein erstes Länderspiel bestritt Niklas Stark im letzten Qualifikationsspiel, als er in der 65. Minute eingewechselt wurde. Beim Freundschaftsspiel gegen Argentinien im Oktober kamen zudem Nadiem Amiri, Robin Koch, Suat Serdar und Luca Waldschmidt, die auch in den folgenden Qualifikationsspielen Einsätze hatten, zu ihrem ersten Länderspiel. Bester Torschütze mit acht Toren war Serge Gnabry. Ihr erstes Länderspieltor erzielten in der Qualifikation Matthias Ginter (zur 1:0-Führung beim 4:0-Sieg gegen Belarus) und Marcel Halstenberg (zur 1:0-Führung beim 2:0-Sieg in Nordirland). Insgesamt trugen elf Spieler zu den 30 Qualifikationstoren bei. Nur England (4,6) und Belgien (4) erzielten mehr Tore pro Spiel als die deutsche Mannschaft.
Das Durchschnittsalter der Mannschaft lag nur beim ersten Spiel gegen die Niederlande knapp über 26 Jahren, ansonsten bei ca. 25,7 Jahren und immer unter dem Durchschnittsalter der gegnerischen Mannschaft, so dass in der Berichterstattung häufig von einer jungen Mannschaft gesprochen wurde.

### Spiele
| Datum         | Spielort          | Gegner      | Ergebnis  | Torschützen                                                                                                  |
| ------------- | ----------------- | ----------- | --------- | --- |
| 24. März 2019 | Amsterdam (NED)   | Niederlande | 3:2 (2:0) | Sané (15.), Gnabry (34.), de Ligt (48.), Depay (63.), Schulz (90.)                                           |
| 8. Juni 2019  | Baryssau (BLR)    | Belarus     | 2:0 (1:0) | Sané (12.), Reus (62.)                                                                                       |
| 11. Juni 2019 | Mainz             | Estland     | 8:0 (5:0) | Reus (10.), Gnabry (17.), Goretzka (20.), Gündoğan (26.), Reus (37.), Gnabry (62.), Werner (79.), Sané (88.) |
| 6. Sep. 2019  | Hamburg           | Niederlande | 2:4 (1:0) | Gnabry (9.), de Jong (59.), Tah (66., Eigentor), Kroos (73.), Malen (79.), Wijnaldum (90+1.)                 |
| 9. Sep. 2019  | Belfast (NIR)     | Nordirland  | 2:0 (0:0) | Halstenberg (48.), Gnabry (90+2.)                                                                            |
| 13. Okt. 2019 | Tallinn (EST)     | Estland     | 3:0 (0:0) | Gündoğan (51., 57.), Werner (71.)                                                                            |
| 16. Nov. 2019 | Mönchengladbach   | Belarus     | 4:0 (1:0) | Ginter (42.), Goretzka (49.), Kroos (55., 83.)                                                               |
| 19. Nov. 2019 | Frankfurt am Main | Nordirland  | 6:1 (2:1) | Smith (7.), Gnabry (19.), Goretzka (43.), Gnabry (47., 60.), Goretzka (73.), Brandt (90+1.)                  |

### Abschlusstabelle
| Pl. | Land        | Sp. | S | U | N | Tore    | Diff. | Punkte |
| --- | ----------- | --- | - | - | - | ------- | ----- | ------ |
| 1.  | Deutschland | 8   | 7 | 0 | 1 | 030:700 | +23   | 21     |
| 2.  | Niederlande | 8   | 6 | 1 | 1 | 024:700 | +17   | 19     |
| 3.  | Nordirland  | 8   | 4 | 1 | 3 | 009:130 | −4    | 13     |
| 4.  | Belarus     | 8   | 1 | 1 | 6 | 004:160 | −12   | 04     |
| 5.  | Estland     | 8   | 0 | 1 | 7 | 002:260 | −24   | 01     |

## Vorbereitung
Die Vorbereitung sollte nach ursprünglicher Planung im März 2020 mit zwei Spielen beginnen, wobei die Mannschaft zunächst in Madrid gegen Spanien und fünf Tage später in Nürnberg gegen Italien hätte spielen sollen. Aufgrund der COVID-19-Pandemie wurden beide Spiele abgesagt. Für ein Trainingslager in Seefeld in Tirol (Österreich), das am 26. Mai 2020 beginnen sollte, war für den 31. Mai in Basel ein Spiel gegen die Schweiz geplant, das ebenfalls abgesagt wurde. Die Mannschaft trat erst wieder im September 2020 zu Länderspielen im Rahmen der UEFA Nations League 2020/21 an. Die Spiele gegen Spanien und die Schweiz endeten jeweils nach Führung 1:1. Im Oktober gab es in einem Freundschaftsspiel gegen die Türkei nach dreimaliger Führung ein 3:3, wobei Bundestrainer Löw viele Stammspieler schonte und drei Debütanten einsetzte. Es folgten weitere Spiele der Nationsleague gegen die Ukraine (2:1) und die Schweiz (3:3) im Oktober, ein Freundschaftsspiel gegen Tschechien (1:0) und die abschließenden Nationsleague-Spiele gegen die Ukraine (3:1) sowie Spanien (0:6, höchste Pflichtspielniederlage) im November. Alle Gegner sind ebenfalls für die EM-Endrunde qualifiziert. In diesen Spielen kamen mit Florian Neuhaus, Jonas Hofmann, Mahmoud Dahoud, Robin Gosens, Ridle Baku und Philipp Max weitere Spieler zu ihren ersten Länderspieleinsätzen. Toni Kroos machte sein 100. Länderspiel und Manuel Neuer löste mit seinem 96. Länderspiel Sepp Maier als Rekordtorhüter ab.
Am 25., 28. und 31. März 2021 standen die ersten Spiele in der Qualifikation für die WM 2022 gegen Island (3:0), Rumänien (1:0) und Nordmazedonien (1:2) an. Mit Jamal Musiala kam dabei der viertjüngste Spieler der deutschen Länderspielgeschichte zu zwei Kurzeinsätzen.
Zur unmittelbaren Vorbereitung fand vom 25. Mai 2021 bis zum 6. Juni 2021 ein Trainingslager in Seefeld statt. Am 2. und 7. Juni 2021 spielte die Mannschaft gegen den EM-Teilnehmer Dänemark (1:1) in Innsbruck bzw. Lettland (7:1), das nicht für die EM qualifiziert ist, in Düsseldorf. Quartier während des Turniers war das „World of Sports“-Gelände (und dort die als Home Ground bezeichneten Unterkünfte) von adidas in Herzogenaurach.

## Kader
Der Kader für die Endrunde, der wegen der COVID-19-Pandemie aus 26 (statt zuvor 23) Spielern bestehen durfte, wurde am 19. Mai 2021 bekannt gegeben.
Trotzdem durften nur 23 Spieler im Tageskader stehen, folgende Spieler ((Zahl) = Anzahl der Nicht-Nominierungen, bei mehreren) mussten jeweils auf der Tribüne Platz nehmen:
- gegen Frankreich: Leon Goretzka (1), Jonas Hofmann (1) & Jamal Musiala (1)
- gegen Portugal: Lukas Klostermann (1), Jonas Hofmann (2) & Jamal Musiala (2)
- gegen Ungarn: Lukas Klostermann (2), Jonas Hofmann (3) & Christian Günter (1)
- gegen England: Lukas Klostermann (3), Jonas Hofmann (4) & Christian Günter (2)

| Position            | Nr. | Name               | Verein                   | Geburts- datum | Ein- sätze 1 | Tore 1 | Debüt         | Letzter Einsatz | vorherige EM-Spiele   | Anzahl der Spiele | Tor | Gelbe Karte | Gelb-Rote Karte | Rote Karte |
| ------------------- | --- | ------------------ | ------------------------ | -------------- | ------------ | ------ | ------------- | --------------- | --------------------- | ----------------- | --- | ----------- | --------------- | ---------- |
| Torhüter            | 12  | Bernd Leno         | FC Arsenal               | 04.03.1992     | 08           | 0      | 29. Mai 2016  | 7. Okt. 2020    | 0 (2016)              |                   |     |             |                 |            |
| Torhüter            | 01  | Manuel Neuer       | FC Bayern MünchenM       | 27.03.1986     | 100          | 0      | 2. Juni 2009  | 7. Juni 2021    | 11 (2012, 2016)       | 4                 |     |             |                 |            |
| Torhüter            | 22  | Kevin Trapp        | Eintracht Frankfurt      | 08.07.1990     | 05           | 0      | 6. Juni 2017  | 11. Nov. 2020   |                       |                   |     |             |                 |            |
| Abwehr              | 04  | Matthias Ginter    | Borussia Mönchengladbach | 19.01.1994     | 40           | 02     | 5. März 2014  | 7. Juni 2021    |                       | 4                 |     | Gelbe Karte |                 |            |
| Abwehr              | 20  | Robin Gosens       | Atalanta Bergamo         | 05.07.1994     | 07           | 01     | 3. Sep. 2020  | 7. Juni 2021    |                       | 4                 | 1   | 2×          |                 |            |
| Abwehr              | 26  | Christian Günter   | SC Freiburg              | 28.02.1993     | 03           | 0      | 13. Mai 2014  | 7. Juni 2021    |                       |                   |     |             |                 |            |
| Abwehr              | 03  | Marcel Halstenberg | RB Leipzig               | 27.09.1991     | 08           | 01     | 10. Nov. 2017 | 13. Okt. 2020   |                       | 1                 |     |             |                 |            |
| Abwehr              | 05  | Mats Hummels       | Borussia DortmundP       | 16.12.1988     | 72           | 05     | 13. Mai 2010  | 7. Juni 2021    | 9 (2012, 2016)        | 4                 |     |             |                 |            |
| Abwehr              | 16  | Lukas Klostermann  | RB Leipzig               | 03.06.1996     | 13           | 0      | 20. März 2019 | 2. Juni 2021    |                       |                   |     |             |                 |            |
| Abwehr              | 24  | Robin Koch         | Leeds United             | 17.07.1996     | 08           | 0      | 9. Okt. 2019  | 2. Juni 2021    |                       |                   |     |             |                 |            |
| Abwehr              | 02  | Antonio Rüdiger    | FC ChelseaC              | 03.03.1993     | 41           | 01     | 13. Mai 2014  | 7. Juni 2021    |                       | 4                 |     |             |                 |            |
| Abwehr              | 15  | Niklas Süle        | FC Bayern MünchenM       | 03.09.1995     | 31           | 01     | 31. Aug. 2016 | 7. Juni 2021    |                       | 1                 |     |             |                 |            |
| Mittelfeld/ Angriff | 23  | Emre Can           | Borussia DortmundP       | 12.01.1994     | 34           | 01     | 4. Sep. 2015  | 7. Juni 2021    | 1 (2016)              | 3                 |     |             |                 |            |
| Mittelfeld/ Angriff | 10  | Serge Gnabry       | FC Bayern MünchenM       | 14.07.1995     | 22           | 16     | 11. Nov. 2016 | 7. Juni 2021    |                       | 4                 |     |             |                 |            |
| Mittelfeld/ Angriff | 18  | Leon Goretzka      | FC Bayern MünchenM       | 06.02.1995     | 32           | 13     | 13. Mai 2014  | 31. März 2021   |                       | 3                 | 1   |             |                 |            |
| Mittelfeld/ Angriff | 21  | İlkay Gündoğan     | Manchester CityM         | 24.10.1990     | 46           | 11     | 11. Okt. 2011 | 7. Juni 2021    | 0 (2012)              | 3                 |     | Gelbe Karte |                 |            |
| Mittelfeld/ Angriff | 07  | Kai Havertz        | FC ChelseaC              | 11.06.1999     | 14           | 03     | 9. Sep. 2018  | 7. Juni 2021    |                       | 4                 | 2   | Gelbe Karte |                 |            |
| Mittelfeld/ Angriff | 13  | Jonas Hofmann      | Borussia Mönchengladbach | 14.07.1992     | 03           | 0      | 7. Okt. 2020  | 2. Juni 2021    |                       |                   |     |             |                 |            |
| Mittelfeld/ Angriff | 06  | Joshua Kimmich     | FC Bayern MünchenM       | 08.02.1995     | 55           | 03     | 29. Mai 2016  | 7. Juni 2021    | 4 (2016)              | 4                 |     | Gelbe Karte |                 |            |
| Mittelfeld/ Angriff | 08  | Toni Kroos         | Real Madrid              | 04.01.1990     | 1020         | 17     | 3. März 2010  | 7. Juni 2021    | 10 (2012, 2016)       | 4                 |     |             |                 |            |
| Mittelfeld/ Angriff | 25  | Thomas Müller      | FC Bayern MünchenM       | 13.09.1989     | 1020         | 39     | 30. März 2010 | 7. Juni 2021    | 11 (2012, 2016)       | 4                 |     |             |                 |            |
| Mittelfeld/ Angriff | 14  | Jamal Musiala      | FC Bayern MünchenM       | 08.02.2003     | 03           | 0      | 25. März 2021 | 7. Juni 2021    |                       | 2                 |     |             |                 |            |
| Mittelfeld/ Angriff | 17  | Florian Neuhaus    | Borussia Mönchengladbach | 16.03.1997     | 06           | 02     | 7. Okt. 2020  | 2. Juni 2021    |                       |                   |     |             |                 |            |
| Mittelfeld/ Angriff | 19  | Leroy Sané         | FC Bayern MünchenM       | 11.11.1996     | 30           | 07     | 13. Nov. 2015 | 7. Juni 2021    | 1 (2016)              | 4                 |     | Gelbe Karte |                 |            |
| Mittelfeld/ Angriff | 09  | Kevin Volland      | AS Monaco                | 30.07.1992     | 11           | 01     | 13. Mai 2014  | 2. Juni 2021    |                       | 2                 |     |             |                 |            |
| Mittelfeld/ Angriff | 11  | Timo Werner        | FC ChelseaC              | 06.03.1996     | 39           | 16     | 22. März 2017 | 7. Juni 2021    |                       | 3                 |     |             |                 |            |
| Trainer             |     | Joachim Löw        |                          | 03.02.1960     |              |        |               |                 | 17 (2008, 2012, 2016) |                   |     |             |                 |            |

Anmerkungen: Anmerkungen: C = UEFA-Champions-League-Sieger 2020/21, M = Meister 2020/21, P = Pokalsieger 2020/21

## Endrunde
Schon vor der Qualifikation stand fest, dass die deutsche Mannschaft bei einer gelungenen Qualifikation zwei Gruppenspiele in München bestreiten wird. Als eine der sechs besten Mannschaften der Qualifikation darf sie auch das dritte Gruppenspiel in München bestreiten. Durch die Auswahl der Austragungsorte konnte die Mannschaft nicht gegen England, Italien, Spanien und die Niederlande gelost werden. Da der FIFA-Weltranglistenführende Belgien die Qualifikation als beste Mannschaft abschloss, konnte auch Belgien nicht in die deutsche Gruppe gelost werden. Zugelost wurden der deutschen Mannschaft Weltmeister Frankreich und Titelverteidiger Portugal sowie Ungarn, das sich im November 2020 noch über die Playoffs qualifizierte. Gegen Ungarn kommt es zum ersten Pflichtspiel seit dem WM-Finale von 1954. Gegen Frankreich ist die Gesamtbilanz negativ. In 31 Spielen gab es neun Siege, acht Remis und 14 Niederlagen. Zuletzt trafen beide Teams in der UEFA Nations League 2018/19 aufeinander. Nach einem torlosen Heimspiel wurde das Auswärtsspiel mit 1:2 verloren. Bei der letzten EM scheiterte die deutsche Mannschaft durch eine 0:2-Niederlage im Halbfinale an den Franzosen, dem bisher einzigen EM-Spiel zwischen beiden Mannschaften. Den letzten Sieg für die deutsche Mannschaft gab es im Viertelfinale der WM 2014. Gegen Portugal ist die Bilanz in 18 Spielen mit zehn Siegen, fünf Remis und drei Niederlagen positiv. In EM-Spielen gab es zwei Siege (2008 und 2012), ein Remis (1984) und eine Niederlage (2000).

### Gruppenspiele
Deutschland absolvierte die Gruppenspiele in Gruppe F.
| Pl.                                                                                        | Land        | Sp. | S | U | N | Tore    | Diff. | Punkte |
| ------------------------------------------------------------------------------------------ | ----------- | --- | - | - | - | ------- | ----- | ------ |
| 1.                                                                                         | Frankreich  | 3   | 1 | 2 | 0 | 004:300 | +1    | 05     |
| 2.                                                                                         | Deutschland | 3   | 1 | 1 | 1 | 006:500 | +1    | 04     |
| 3.                                                                                         | Portugal    | 3   | 1 | 1 | 1 | 007:600 | +1    | 04     |
| 4.                                                                                         | Ungarn      | 3   | 0 | 2 | 1 | 003:600 | −3    | 02     |
| Für die Platzierung war der direkte Vergleich ausschlaggebend (Portugal – Deutschland 2:4) |             |     |   |   |   |         |       |        |

|                                   |   |             |           |
| 15. Juni 2021 um 21:00 in München |   |             |           |
| Frankreich                        | – | Deutschland | 1:0 (1:0) |
| 19. Juni 2021 um 18:00 in München |   |             |           |
| Portugal                          | – | Deutschland | 2:4 (1:2) |
| 23. Juni 2021 um 21:00 in München |   |             |           |
| Deutschland                       | – | Ungarn      | 2:2 (0:1) |

### K.-o.-Runde
Als Gruppenzweiter traf die deutsche Mannschaft im Achtelfinale in London auf England. Durch zwei herausgespielte englische Tore im zweiten Abschnitt schied die deutsche Mannschaft aus dem Turnier aus, womit gleichzeitig die Ära Löw endet.
|                                                  |   |             |           |
| Achtelfinale am 29. Juni 2021 um 18:00 in London |   |             |           |
| England                                          | – | Deutschland | 2:0 (0:0) |

## Varia
Am 8. März 2021 gab der DFB bekannt, Joachim Löws Wunsch, seinen bis zur WM 2022 laufenden Vertrag unmittelbar mit Ende der EM-Endrunde aufzulösen, entsprochen zu haben.
Im Falle eines Titelgewinns wurde vereinbart, dass jeder Nationalspieler des Kaders mit 400.000 Euro belohnt wird.